# Parc provincial Upper Madawaska River
Le Parc provincial Upper Madawaska River (anglais : Upper Madawaska River Provincial Park) est un parc provincial de l'Ontario situé dans le district de Nipissing. Le parc comprend une section de la rivière Madawaska située entre les hameaux de Madawaska et de Whitney dans le canton de South Algonquin. Il est localisé en amont du parc provincial Lower Madawaska River (en).
Il s'agit d'un parc non-opérationnel qui n'a aucun aménagement ou service. Il est populaire pour le kayak de rivière, le canotage.
L'ancien corridor du chemin de fer Ottawa, Arnprior and Parry Sound Railway (en) longe une partie du parc et est maintenant utilisé comme sentier multifonctionnel.